# Karstarma vulcan
 (octobre 2018).
Espèce
Karstarma vulcan est une espèce de crabes de la famille des Sesarmidae. Décrite en 2018, elle pourrait être une espèce endémique de La Réunion.

## Habitat
Aperçu une première fois en 2010, ce crustacé a été décrit par Joseph Poupin (d), biologiste marin et enseignant chercheur de l’école navale de Brest, Nicole Crestey (d) et Jean-Paul Le Guelte (d) dans les tunnels de lave du Sud sauvage au niveau du Piton de la Fournaise, dans le tunnel dit "Brûlé des Citrons Galets" (commune de Saint-Philippe).
Du fait de sa rareté selon les spécialistes, ce crabe pourrait figurer sur la liste rouge des espèces menacées de l’Union Internationale pour la Conservation.

## Classification
Le nom valide complet (avec auteur) de ce taxon est Karstarma vulcan Poupin (d), Crestey (d) & Le Guelte (d), 2018.

## Publication originale
- (en) Joseph Poupin, Nicole Crestey et Jean-Paul le Guelte, « Cave-dwelling crabs of the genus Karstarma from lava tubes of the volcano ‘Piton de la Fournaise’, in Réunion Island, with description of a new species and redescription of Karstarma jacksoni (Balss, 1934) from Christmas Island (Decapoda, Brachyura, Sesarmidae) », Zootaxa, Magnolia Press (d), vol. 4497, no 3,‎ 9 octobre 2018, p. 381–397 (ISSN 1175-5334 et 1175-5326, OCLC 49030618, PMID 30313655, DOI 10.11646/ZOOTAXA.4497.3.3).